# Eidgenössische Volksabstimmung über den Bundesbeschluss über die Zusatzfinanzierung der AHV durch eine Erhöhung der Mehrwertsteuer
Die eidgenössische Volksabstimmung über den Bundesbeschluss über die Zusatzfinanzierung der AHV durch eine Erhöhung der Mehrwertsteuer ist eine Volksabstimmung, die am 25. September 2022 stattfand. Sie ist ein Teil der Reform AHV 21. Bei der Abstimmung handelte es sich um eine Änderung der Bundesverfassung, die eine Erhöhung der Mehrwertsteuersätze bewirkt. Da jede Änderung der Bundesverfassung dem obligatorischen Referendum unterliegt, wurde diese ebenfalls Volk und Ständen zur Abstimmung unterbreitet, bei der sie am 25. September 2022 mit 55,07 % Ja-Stimmen und 18 : 5 Ständen bei einer Stimmbeteiligung von 52,16 % angenommen wurde. Dadurch wurde der Normalsatz der Mehrwertsteuer um 0,4 % angehoben (auf 8,1 %), der reduzierte Satz sowie der Sondersatz für Beherbungsleistungen um 0,1 % – also auf 2,6 % und 3,8 %.

## Bundesbeschluss

### Abstimmungstext
3ter Zur Sicherung der Finanzierung der Alters- und Hinterlassenenversicherung erhöht der Bundesrat den Normalsatz um 0,4 Prozentpunkte, den reduzierten Satz und den Sondersatz für Beherbergungsleistungen um je 0,1 Prozentpunkte, sofern der 
Grundsatz der Vereinheitlichung des Referenzalters von Frauen und Männern in der Alters- und Hinterlassenenversicherung gesetzlich verankert wird.
3quater Der Ertrag aus der Erhöhung nach Absatz 3ter wird vollumfänglich dem Ausgleichsfonds der Alters- und Hinterlassenenversicherung zugewiesen.
II
1 Dieser Beschluss wird Volk und Ständen zur Abstimmung unterbreitet.

### Inhalt
Die Änderung der Bundesverfassung sieht eine Erhöhung der Mehrwehrtsteuersätze (MWST) vor, um die Finanzierung der AHV gewährleisten zu können. Seit dem Jahr 2014 sind die Einnahmen und Ausgaben unausgeglichen. Sobald die geburtenstarken Jahrgänge (Baby-Boomer-Generation) das Rentenalter erreicht haben, werde sich dieses Ungleichgewicht noch verstärken. Das Defizit, das von 2014 bis 2018 noch 3,7 Milliarden betrug, werde auf 39 Milliarden ansteigen, denn laut Prognosen werden sich die AHV-Ausgaben zwischen 2022 und 2030 auf 482 Milliarden Franken belaufen; ohne Zusatzfinanzierung wird die AHV lediglich 443 Milliarden Franken einnehmen. Bei einem Umlageverfahren wie in der AHV müssen jedoch die laufenden Ausgaben durch die jährlichen Einnahmen gedeckt sein. Um die Situation bis 2030 wieder ins Gleichgewicht zu bringen und den AHV-Ausgleichsfonds aufatmen lassen zu können, sind finanzielle Mittel in Höhe von 53 Milliarden Franken erforderlich. Da das Bundesgesetz über die Steuerreform und die AHV-Finanzierung (STAF) in der Volksabstimmung vom 19. Mai 2019 angenommen wurde, erhält die AHV zusätzlich finanzielle Mittel von jährlich rund 2 Milliarden Franken. Damit werden sich die Einnahmen der AHV zwischen 2022 und 2030 auf 463 Milliarden Franken belaufen, womit das kumulierte Umlagedefizit von 39 auf 19 Milliarden Franken sinken wird. Der Bedarf an zusätzlichen finanziellen Mitteln reduziert sich so von 53 auf 26 Milliarden Franken.
Als Ergänzung zur Erhöhung des Rentenalters bei Frauen 64 auf 65 Jahren (dies sieht die Änderung des AHV-Gesetzes vor, die ebenso am 25. September 2022 zur Abstimmung vorgelegt wird) wird der Mehrwertsteuersatz maximal um 0,4 % erhöht, da sich durch genannte Erhöhung des Referenzalters von 2023 bis 2031 netto rund 10 Milliarden Franken einsparen lassen. Ein Betrag, der nicht ausreicht. Der Bundesrat wird bei Annahme der Vorlage ermächtigt, die Mehrwertsteuer anzuheben. Diese Kompetenz ist nicht zeitlich beschränkt, da die Auswirkungen des demografischen Wandels auf die AHV wohl über das Jahr 2030 hinaus spürbar sein werden. Die Mehreinnahmen gehen hierbei vollständig an den AHV-Ausgleichsfonds. Der Normalsatz wird um 0,4 % und die reduzierten Sätze werden um jeweils 0,1 % erhöht. Dies entspricht nicht dem ursprünglichen Antrag des Bundesrates, der eine Erhöhung des Normalsatzes um 0,7 %, des Sondersatzes für Beherbergungsleistungen um 0,3 % und des reduzierten Satzes um 0,2 % gefordert hat.

## Behandlung des Bundesbeschlusses
Während der Beratung in der Bundesversammlung wurde nicht nur der hier beschriebene Bundesbeschluss zur Änderung der Bundesverfassung behandelt, sondern ebenso die Änderung des AHV-Gesetzes (AHVG), die das Parlament annahm, sowie ein weiterer Bundesbeschluss, den die Bundesversammlung jedoch ablehnte. Am 15. März 2021 begann die Beratung der Vorlage im Ständerat. Anders als der Bundesrat befürwortete die Mehrheit dort aber eine Erhöhung des Normalsatzes um 0,3 % und bei den reduzierten Sätzen um 0,1 %. Ebenso forderte Erich Ettlin (Die Mitte) eine Verknüpfung des Bundesbeschlusses und der Änderung des AHVG, denn es solle keine Leistung (die bei Annahme der Änderung des AHVG eingeführt würden) geben, ohne dass die Finanzierung gesichert ist. Der Nationalrat schlug bei seiner ersten Beratung am 9. Juni vor, den Normalsatz um 0,4 % anzuheben. Bei den reduzierten Sätzen stimmte er mit dem Ständerat überein. Er nahm des Weiteren den Verknüpfungs-Vorschlag mit 124 gegen 67 Stimmen an, wobei die Stimmen der Gegenseite überwiegend vonseiten der SP sowie der Grünen kamen. Auf Antrag seiner vorberatenden Kommission (SGK-S) nahm der Ständerat den Antrag des Nationalrates an, das heisst, der Normalsatz wird um 0,4 % und die reduzierten Sätze um jeweils 0,1 % erhöht.

## Volksabstimmung

### Haltungen
Ja-Parole: EVP, FDP, Die Mitte, EDU, SVP, EDU
Nein-Parole: Grüne, SD, PdA SP

### Ergebnisse
| Kanton                 | Stimmberechtigte | Stimmbeteiligung | Ja-Stimmen | Nein-Stimmen | Ja-Stimmen (in Prozent) |
| ---------------------- | ---------------- | ---------------- | ---------- | ------------ | ----------------------- |
| Schweiz                | 5,549,331        | 52.2             | 1,570,785  | 1,281,375    | 55.1                    |
| Zürich                 | 960,684          | 51.3             | 294,490    | 194,156      | 60.3                    |
| Bern                   | 746,279          | 53.9             | 217,077    | 179,034      | 54.8                    |
| Luzern                 | 284,084          | 56.1             | 97,725     | 59,129       | 62.3                    |
| Uri                    | 26,998           | 49.7             | 7,682      | 5,499        | 58.3                    |
| Schwyz                 | 107,065          | 57.1             | 36,758     | 24,046       | 60.5                    |
| Obwalden               | 27,399           | 59.1             | 9,659      | 6,076        | 61.4                    |
| Nidwalden              | 31,737           | 57.2             | 11,759     | 6,155        | 65.6                    |
| Glarus                 | 26,688           | 45.6             | 6,645      | 5,398        | 55.2                    |
| Zug                    | 78,144           | 57.3             | 29,845     | 14,675       | 67.0                    |
| Freiburg               | 212,695          | 53.4             | 53,899     | 57,817       | 48.2                    |
| Solothurn              | 182,547          | 51.0             | 48,928     | 43,529       | 52.9                    |
| Basel-Stadt            | 114,039          | 53.6             | 31,066     | 29,086       | 51.6                    |
| Basel-Landschaft       | 190,927          | 51.6             | 53,112     | 42,770       | 55.4                    |
| Schaffhausen           | 53,575           | 68.4             | 19,153     | 15,859       | 54.7                    |
| Appenzell Ausserrhoden | 38,994           | 56.4             | 13,033     | 8,769        | 59.8                    |
| Appenzell Innerrhoden  | 12,173           | 51.9             | 3,847      | 2,311        | 62.5                    |
| St. Gallen             | 329,981          | 51.3             | 100,125    | 68,103       | 59.5                    |
| Graubünden             | 141,475          | 49.2             | 40,092     | 28,392       | 58.5                    |
| Aargau                 | 439,398          | 49.7             | 126,573    | 90,281       | 58.4                    |
| Thurgau                | 177,776          | 52.0             | 54,623     | 35,576       | 60.6                    |
| Tessin                 | 224,811          | 52.4             | 58,581     | 56,913       | 50.7                    |
| Waadt                  | 467,964          | 52.7             | 110,612    | 132,016      | 45.6                    |
| Wallis                 | 231,452          | 49.6             | 55,677     | 54,751       | 50.4                    |
| Neuenburg              | 113,969          | 48.5             | 24,630     | 29,788       | 45.3                    |
| Genf                   | 274,243          | 47.5             | 54,535     | 73,630       | 42.6                    |
| Jura                   | 54,234           | 53.0             | 10,659     | 17,616       | 37.7                    |

Quelle: